# Анод

Полупроводниковый прибор — диод

Полупроводниковый прибор — тиристор

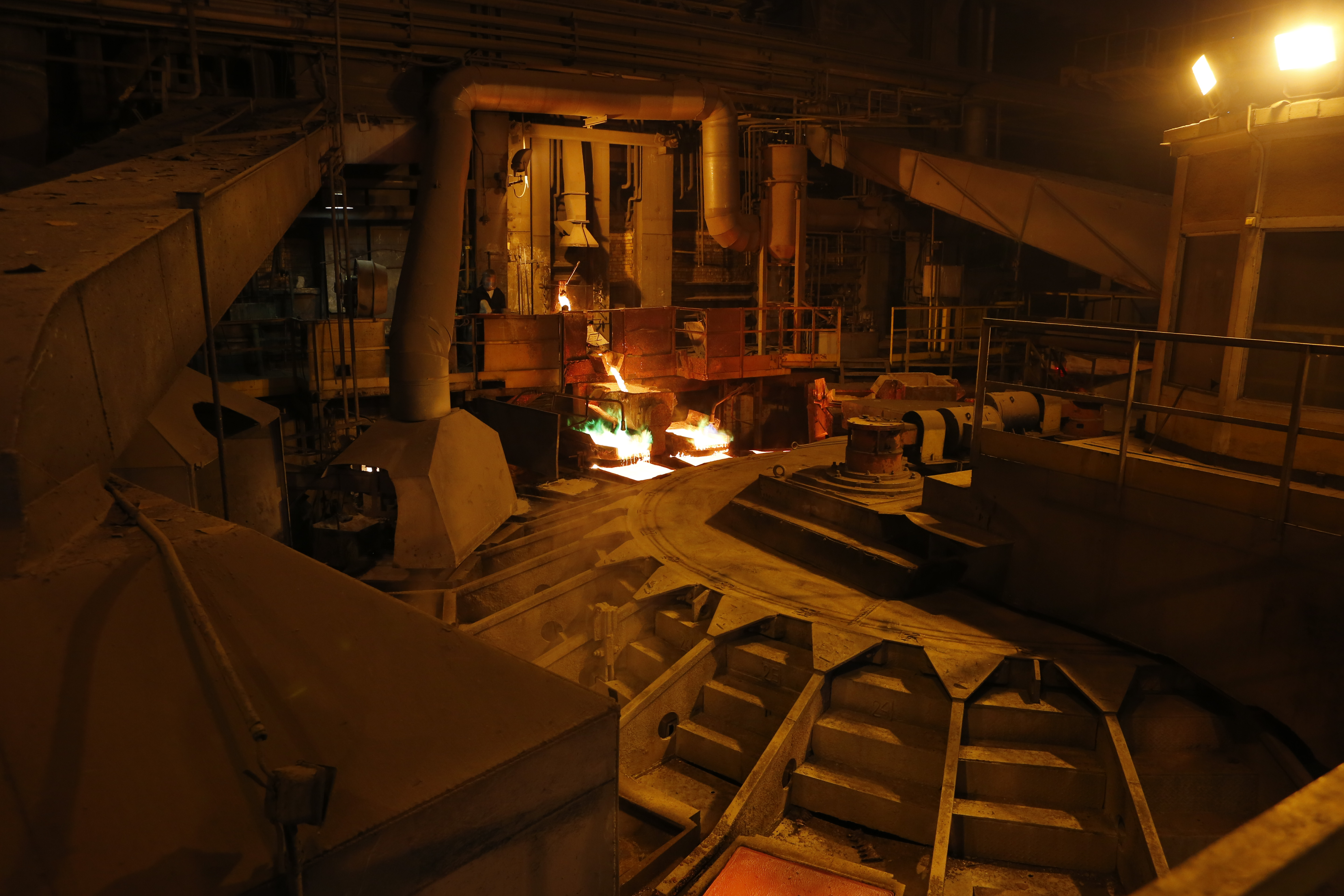
Розлив черновой меди в аноды на заводе «Уралэлектромедь»

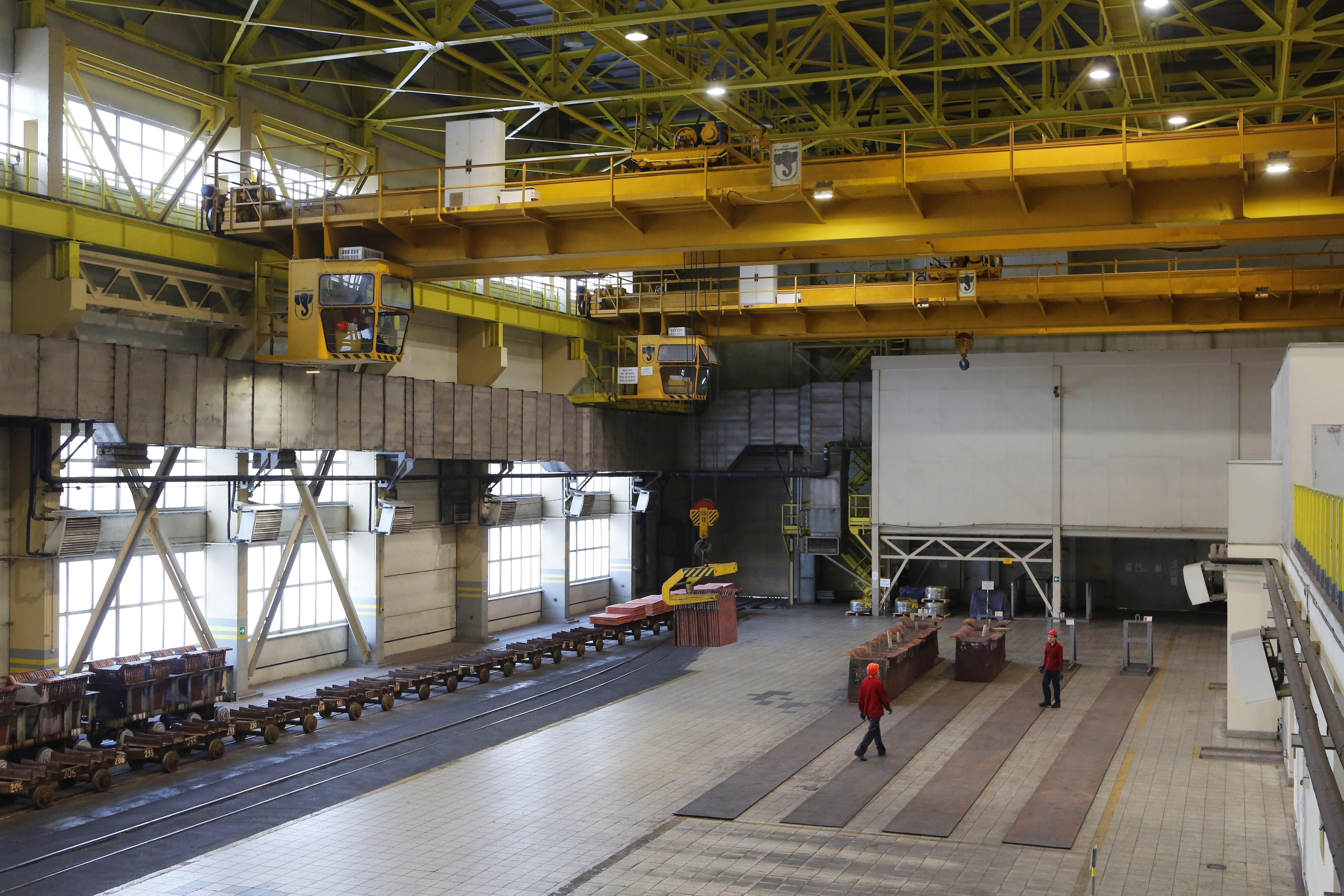
Металлургические аноды и катоды в цехе электролиза

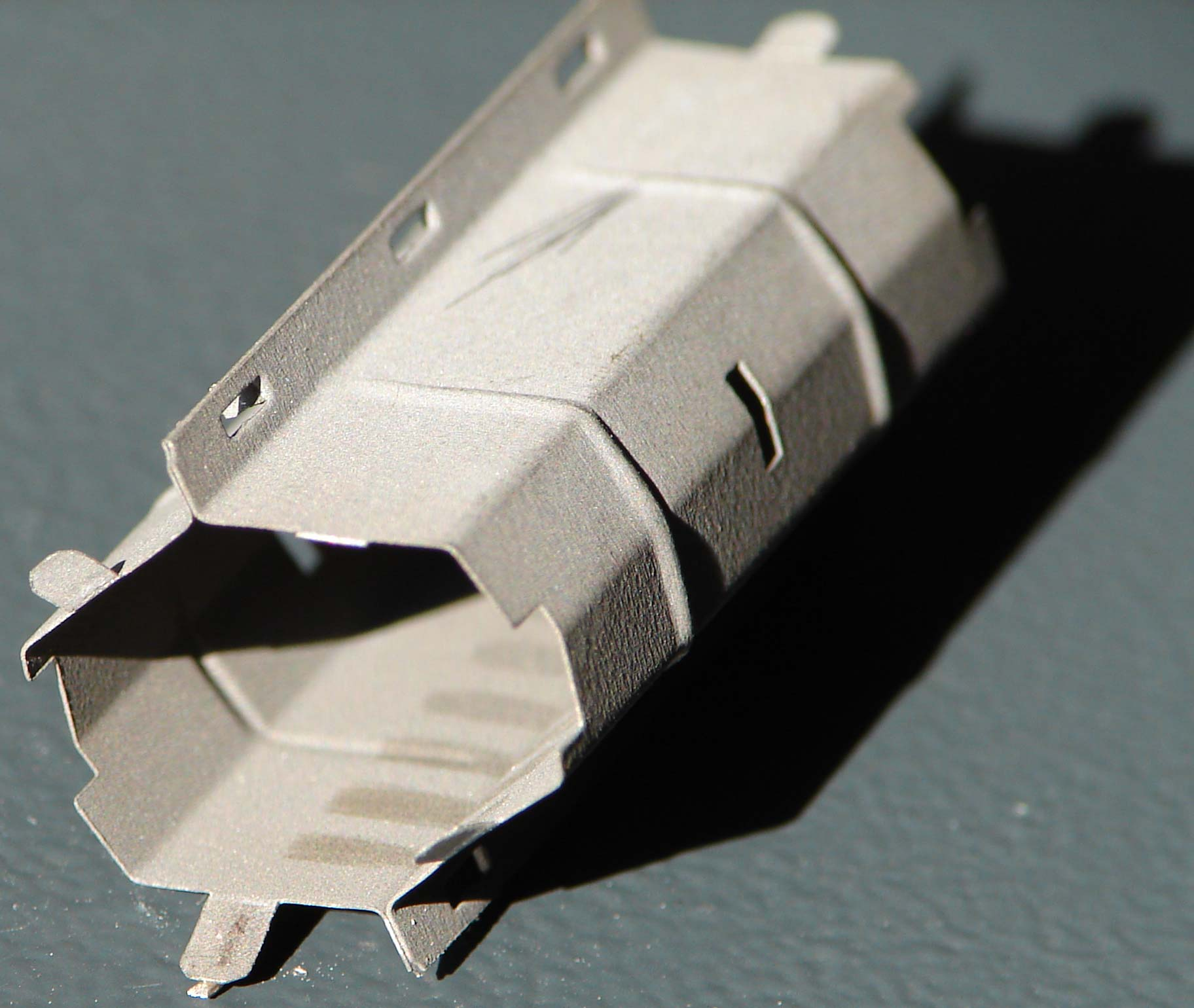
Анод электронной лампы

Ано́д (др.-греч. ἄνοδος — движение вверх) — электрод электронного или электротехнического прибора или устройства, характеризующийся тем, что движение электронов во внешние цепи направлено от него.

## Анод в электрохимии
При процессах электролиза (получение элементов из солевых растворов и расплавов под действием постоянного электрического тока), анод — электрически положительный полюс, на нём происходят окислительно-восстановительные реакции (окисление), результатом которых, в определённых условиях, может быть разрушение (растворение) анода, что используется, к примеру, при электрорафинировании металлов.
Аноды — множественное число слова «анод»; эта форма применяется преимущественно в металлургии, где применяются аноды для гальваники, используемые для нанесения на поверхность изделия слоя металла электрохимическим способом, либо для электрорафинирования, где металл с примесями растворяется на аноде и осаждается в очищенном виде на катоде. Основное распространение получили аноды из цинка (бывают сферические, литые и катаные, чаще используются последние), никеля, меди (среди которых отдельно выделяют медно-фосфористые, марки АМФ), кадмия (применение которых сокращается из-за экологической вредности), бронзы, олова (применяются при производстве печатных плат в радиоэлектронной промышленности), сплава свинца и сурьмы, серебра, золота и платины. Аноды из недрагоценных металлов применяются для повышения коррозионной стойкости, повышения эстетических свойств предметов и др. целей. Аноды из драгоценных металлов применяются гальваническим производством для повышения электропроводности изделий и др.
Кроме принудительной организации полезных электрохимических процессов, аноды применяются и для защиты от последствий нежелательных, побочных электрохимических процессов.

## Анод в вакуумных электронных приборах
В вакуумных электронных приборах анод — электрод, который притягивает к себе летящие электроны, испущенные катодом. В электронных лампах и рентгеновских трубках конструкция анода такова, что он полностью поглощает электроны. А в электронно-лучевых приборах анод является элементом электронной пушки. Он поглощает лишь часть летящих электронов, формируя после себя электронный луч.

## Анод у полупроводниковых приборов
Электрод полупроводникового прибора (диода, тиристора), подключённый к положительному полюсу источника тока, когда прибор открыт (то есть имеет маленькое сопротивление), называют анодом, подключённый к отрицательному полюсу — катодом.

## Знак анода и катода
В литературе встречается различное обозначение знака анода — «+» или «−», что определяется, в частности, особенностями рассматриваемых процессов.
В электрохимии принято считать, что катод — электрод, на котором происходит процесс восстановления, а анод — тот, где протекает окисление. При работе электролизера (например, при рафинировании меди) внешний источник тока обеспечивает на одном из электродов избыток электронов (отрицательный заряд), здесь происходит восстановление металла, это катод. На другом электроде обеспечивается недостаток электронов и окисление металла, это анод.
В то же время при работе гальванического элемента (к примеру, медно-цинкового), избыток электронов (и отрицательный заряд) на одном из электродов обеспечивается не внешним источником тока, а собственно реакцией окисления металла (растворения цинка), то есть здесь отрицательным, если следовать приведённому определению, будет уже анод. Электроны, проходя через внешнюю цепь, расходуются на протекание реакции восстановления (меди), то есть катодом будет являться положительный электрод.
В соответствии с таким толкованием, для аккумулятора анод и катод меняются местами в зависимости от направления тока внутри аккумулятора.
В электротехнике анод — положительный электрод, ток течёт от анода к катоду, электроны, соответственно, наоборот, за исключением генераторов постоянного тока в которых положительный ток внутри прибора так же течет от анода к катоду, то есть от отрицательного полюса к положительному из которого и выходит во внешнюю цепь.